# Victoriaville
Victoriaville (también llamada coloquialmente Victo) es una ciudad de la provincia de Quebec, Canadá. Está ubicada en el municipio regional de condado de Arthabaska y, a su vez, en la región administrativa de Centre-du-Québec. Hace parte de las circunscripciones electorales de Arthabaska a nivel provincial y de Richmond−Arthabaska a nivel federal.

## Geografía
Victoriaville se encuentra ubicada en las coordenadas 46°03′00″N 71°57′00″O / 46.05000, -71.95000. Según Statistics Canada, tiene una superficie total de 84,2 km² y es una de las 1134 municipalidades en las que está dividido administrativamente el territorio de la provincia de Quebec.

## Demografía
Según el censo de 2011, había 43 462 personas residiendo en esta ciudad con una densidad poblacional de 516,2 hab./km². Los datos del censo mostraron que de las 40 486 personas censadas en 2006, en 2011 hubo un aumento poblacional de 2976 habitantes (7,4%). El número total de inmuebles particulares resultó de 20 042 con una densidad de 238,03 inmuebles por km². El número total de viviendas particulares que se encontraban ocupadas por residentes habituales fue de 19 401.